# Cécile Duflot
Cécile Duflot (Villeneuve-Saint-Georges, 1º aprile 1975) è una politica e urbanista francese, dal giugno 2018 leader di un'organizzazione non governativa (ONG) Oxfam France.
È stata ministro dell'uguaglianza territoriale e dell'edilizia abitativa nei due governi Ayrault fino al 31 marzo 2014. È stata deputata all'Assemblea nazionale dal 20 giugno 2012 al 20 giugno 2017.

## Biografia

### Formazione
Figlia di una professoressa di fisica, Marie-Paule e di un ferroviere, Jean-Louis, entrambi sindacalisti, Cécile Duflot trascorre l'infanzia e l'adolescenza a Montereau-Fault-Yvonne (Seine-et-Marne), nel quartiere di Montereau-Surville. Qui frequenta la scuola Jules-Ferry, poi il liceo André-Malraux e frequenta l'Azione cattolica. A 17 anni, per facilitare un tragitto che diverrà quotidiano, abbandona la casa dei genitori e si trasferisce in una dépendance della casa del nonno a Villeneuve-Saint-Georges (Val-de-Marne).
Nel 1992 consegue il diploma, mentre nel 1997 ottiene un DEA (Diplôme d'études approfondies) in geografia presso l'università Denis-Diderot. In questo periodo milita in nella Jeunesse ouvrière chrétienne (JOC) e della Ligue pour la protection des oiseaux (LPO).  Nel periodo degli studi svolge svariati lavori per supportarsi economicamente (baby sitter, operatrice call center, tester di farmaci).
Nel 1998 viene ammessa all'École supérieure des sciences économiques et commercials (ESSEC), un percorso di studi che la porterà due anni più tardi alla laurea in economia urbana (MSc).  Inizia a lavorare come urbanista a Créteil in un gruppo immobiliare.

### Carriera politica
Nel 2003 entra nel gruppo dirigente dei Verdi.
Membro di Europa Ecologia I Verdi (EELV), ne è segretaria nazionale dal novembre 2010. Nel 2012 viene nominata
ministro dell'uguaglianza territoriale e dell'edilizia abitativa nel Governo Ayrault sotto la presidenza di François Hollande. Il 31 marzo 2014, all'indomani della disfatta della gauche alle municipali, si dimette. Nel 2017 si ricandida nella sua circoscrizione all'Assemblea nazionale, la sesta di Parigi (XIX e XX arrondissement), per un secondo mandato ma, al primo turno delle legislative, viene clamorosamente battuta ed esclusa dal ballottaggio con appena il 14,69%.
Dal 2021 è editorialista di France Inter per cui realizza ogni martedì la rubrica En toute Subjectivité.